# Mira Bosanac
Mira Bosanac (24. prosinca 1953.) je hrvatska kazališna, televizijska i filmska glumica.

## Filmografija

### Televizijske uloge
- "Dolina sunca" kao Sanja (2009. – 2010.)
- "Odmori se, zaslužio si" kao kradljivica (2008.)
- "Zauvijek susjedi" kao Anđuka (2008.)
- "Ne daj se, Nina" kao Sestra Višnja (2008.)
- "Bibin svijet" kao gospođa Pinter (2006.)
- "Odmori se, zaslužio si" kao kradljivica (2008.)
- "Zabranjena ljubav" kao službenica (2005.)

### Filmske uloge
- "Iza stakla" kao bolničarka (2008.)
- "Zagorka" kao kućepaziteljica (2007.)
- "Isprani" (1995.)

## Vanjske poveznice
- Mira Bosanac u internetskoj bazi filmova IMDb-u (engl.)
- Stranica na ZKL.hr  Arhivirana inačica izvorne stranice od 31. listopada 2009. (Wayback Machine)